# Al Kayssar
 (janvier 2016).
Si vous disposez d'ouvrages ou d'articles de référence ou si vous connaissez des sites web de qualité traitant du thème abordé ici, merci de compléter l'article en donnant les références utiles à sa vérifiabilité et en les liant à la section « Notes et références ».
Al Kayssar (en arabe : القيصر, littéralement Le Kaiser), connu aussi sous le nom d'Amine Snoop, de son vrai nom Amine Aboudrar (en amazighe : Amin Abudrar), est un rappeur, slameur et auteur-compositeur-interprète marocain né le 27 avril 1977 à Casablanca. Il  a été parmi les premiers rappeurs marocains à employer l'arabe marocain dans ses paroles et est généralement considéré comme l'un des fondateurs du rap marocain. Il a également composé le générique de la deuxième saison de la série télévisée policière marocaine La Brigade[réf. souhaitée], réalisée par Adil El Fadili, où il a aussi joué un rôle.

## Vie privée
Amine est issu d'une famille d'artistes, de guitaristes et de musiciens. Son père Mohamed Aboudrar, décédé en 1982 à Rabat, était pianiste, chef d'orchestre et professeur de musique au conservatoire de Paris.

## Parcours artistique
Amine Aboudrar débuta son parcours artistique en 1985, à l'âge de huit ans, en tant que danseur de smurf. Il s'intéressa au Rap au début des années 1990, s'inspirant des rappeurs américains comme Ice-T, et de Nass El Ghiwane. Il fonda en 1994 un groupe intitulé Casa-mouslim, qui s'adjoignit deux autres rappeurs, Mehdi Koman et Barry, et fut soutenu par l'audience casablancaise. Le groupe se produisit au Cage Club, discothèque que les membres considèrent comme « l'école du Hip-Hop des années 1990 », et où ceux-ci purent rencontrer d'autres rappeurs. Le rap marocain commença alors à évoluer peu à peu, ce qui créa de la concurrence pour le groupe Casa-mouslim, notamment de la part du groupe de Salé, Double-A.
Amine fit en 1996-97 une tournée à travers le Maroc avec son groupe. Deux ans plus tard, il participa au premier championnat de break dance du pays. En 2000, les membres du groupe se séparèrent et Amine fonda, avec d'autres jeunes artistes, un autre groupe de fusion et rap hardcore dénommé Sahoura. Le groupe fit plusieurs concerts avec Hicham Abkari, et les membres se séparèrent en 2002. Amine se concentra alors sur sa carrière solo. De 2002 à 2005, il participa à plusieurs concerts réalisés encore par Hicham Abkari, tous les mercredis, samedis et dimanches, au Complexe Culturel de Sidi Belyout.
En 2009, Amine enregistra la chanson du générique du film Casa Negra en featuring avec Myriam Sif, et un clip vidéo réalisé par Nour-Eddine Lakhmari et produit par Sigma Technologies a aussi été filmé. Amine sortit alors une mixtape intitulé The Best of Al Kayssar, comportant divers morceaux qu'il a enregistré pendant son parcours artistique.
En 2010, Amine sortit son premier album intitulé Valium 10, comportant 13 morceaux produits par W-S.
En 2011, Amine enregistra la chanson du générique de la deuxième saison de la série télévisée marocaine La Brigade réalisée par Adil El Fadili. Il y joue également un rôle dans le troisième épisode.